# Fabian Molina
Fabian Molina (Uster, 8 luglio 1990) è un politico svizzero del Partito Socialista (PS). Dal 2018 è membro del Consiglio nazionale per il Canton Zurigo.

## Biografia
Da novembre 2010 a marzo 2016 fece parte del consiglio comunale di Illnau-Effretikon, mentre da agosto 2017 a maggio 2018 fu membro del Gran Consiglio del Canton Zurigo. A marzo 2018 entrò in Consiglio nazionale subentrando al collega di partito dimissionario Tim Guldimann, diventando così il più giovane Consigliere nazionale di quel periodo.  Alle elezioni federali del 2019 venne rieletto con 81 905 preferenze, il diciannovesimo candidato più votato del cantone. Anche alle elezioni federali del 2023 venne confermato risultando il quindicesimo più votato con 104 860 preferenze.